# Krake (jordbruk)

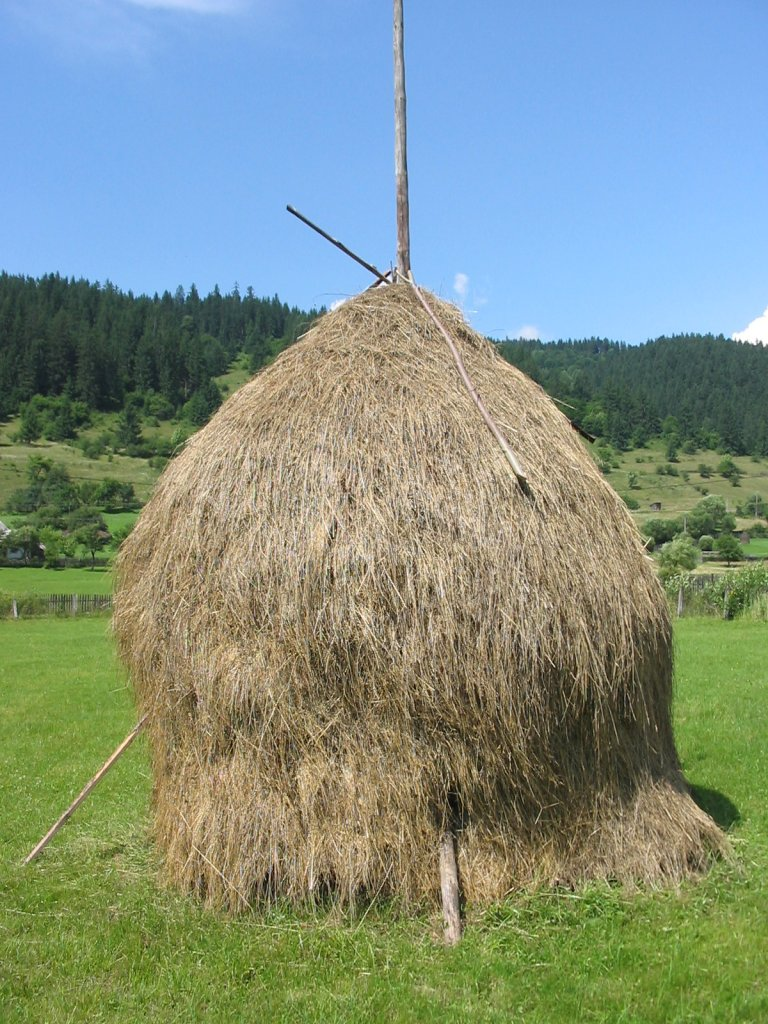
Krake med hö i Rumänien

Krake eller skyl är en torkställning eller del av torkställning för exempelvis hö, ärtor, spannmål eller torv utomhus. Grundbetydelsen torde vara en stör med kvarsittande grenar, men det urskiljs nu i huvudsak två slags krakar:
1. En grov stör, ofta ca 20 cm i diameter, med inborrade pinnar, för att lägga stänger på. På dessa stänger hänges eller lägges sedan det som ska torkas. Kraken är i detta fall benämning på de vertikala elementen i en hässja.
2. En i båda ändarna spetsad och noga barkad stör (även benämnd snes). Denna slås ner i marken och används för torkning av exempelvis sädeskärvar eller hö (se nedan).
I åtminstone vissa landsändar används beteckningen krake också för en mindre höstack upphängd på krake (i betydelse 2 ovan). Annan beteckning för sådan stack är volme. Kraken/volmen användes då som ett alternativ till hässjor. Förfaringssättet har i stort sett kommit ur bruk sedan höskörden mekaniserades med hjälp av balpressar och liknande maskiner.

## Tillvägagångssätt –krakningav hö
Det hö som skulle krakas fick inte vara slaget med slaghack eller slåtterkross. Efter att höet vänts ett antal gånger, manuellt eller med hövändare, och därvid torkats till ca 50% procent, samlades höet ihop med räfsa eller strängläggare. En trästör, vässad i båda ändar, stacks ned i ett hål i marken, gjort med hjälp av ett spett. Vid störens, krakens, fot ställdes en klyka eller kortare brädbit, ca 40 cm lång. En hårt packad hösudd fördes därefter ner på stören. På detta sätt möjliggjordes för luften att strömma till underifrån och på så sätt hjälpa till vid torkningen. Dessutom förhindrades höet att sjunka ner till marken. Därefter påfördes lämpliga givor hö som stacks ner på stören till dess att den var full. Kraken fick därefter stå tills höet var torrt och till dess att lantbrukaren kunde köra in höet på höskullen. Kraken tålde mindre regnskurar bra eftersom dess konstruktion gjorde att regnet rann av fort.
En mer utvecklad form av hökrakning görs med stackstod (ryttarehässja, ryttare). Den är en fast sammanbunden konstruktion av diagonala störar, där botten i höläggningen görs mot trådar/tvärstörar (istället för mot en hårt packad hösudd).